# Bolteria balli
Bolteria balli är en insektsart som beskrevs av Knight 1928. Bolteria balli ingår i släktet Bolteria och familjen ängsskinnbaggar. Inga underarter finns listade i Catalogue of Life.